# U.S. Men's Clay Court Championships 2025 - Doppio
Il doppio del torneo di tennis professionistico U.S. Men's Clay Court Championships 2025, facente parte della categoria ATP Tour 250 nell'ambito dell'ATP Tour 2025, si disputa presso il River Oaks Country Club di Houston, negli Stati Uniti, dal 31 marzo al 6 aprile 2025.
Max Purcell e Jordan Thompson erano i detentori degli ultimi due titoli, ma Purcell ha deciso di non partecipare al torneo. Thompson ha giocato in coppia con Rinky Hijikata, ma sono stati sconfitti ai quarti di finale da Matthew Christopher Romios e Adam Walton.
In finale Fernando Romboli e John-Patrick Smith hanno sconfitto Federico Agustín Gómez e Santiago González con il punteggio di 6-1, 6-4.

## Teste di serie
1. Robert Galloway /  Jackson Withrow (semifinale)
2. Christian Harrison /  Evan King (primo turno)

1. Austin Krajicek /  Rajeev Ram (secondo turno)
2. Rinky Hijikata /  Jordan Thompson (secondo turno)

## Wildcard
1. Jenson Brooksby /  Learner Tien (primo turno)

1. Michael Mmoh /  Frances Tiafoe (primo turno)

## Alternate
1. Liam Draxl /  Cleeve Harper (primo turno)

## Tabellone

### Legenda
| - Q = Qualificato - WC = Wild card - LL = Lucky loser | - ALT = Alternate - SE = Special Exempt - PR = Protected Ranking | - w/o = Walkover - r = Ritirato - d = Squalificato |

|  | Primo turno | Primo turno                | Primo turno                | Primo turno | Primo turno |  |  | Quarti di finale | Quarti di finale           | Quarti di finale      | Quarti di finale    | Quarti di finale    |   |   | Semifinali | Semifinali           | Semifinali           | Semifinali          | Semifinali          |   |   | Finale | Finale | Finale | Finale | Finale |  |
|  |             |                            |                            |             |             |  |  |                  |                            |                       |                     |                     |   |   |            |                      |                      |                     |                     |   |   |        |        |        |        |        |  |
|  | 1           | R Galloway J Withrow       | R Galloway J Withrow       | 6           | 6           |  |  |                  |                            |                       |                     |                     |   |   |            |                      |                      |                     |                     |   |   |        |        |        |        |        |  |
|  | WC          | M Mmoh F Tiafoe            | M Mmoh F Tiafoe            | 3           | 2           |  |  | 1                | R Galloway J Withrow       | 5                     | 6                   | [10]                |   |   |            |                      |                      |                     |                     |   |   |        |        |        |        |        |  |
|  |             | N Barrientos RC Bollipalli | N Barrientos RC Bollipalli | 5           | 4           |  |  |                  | N Barrientos RC Bollipalli | 7                     | 3                   | [7]                 |   |   |            |                      |                      |                     |                     |   |   |        |        |        |        |        |  |
|  |             | R Matos M Zormann          | R Matos M Zormann          | 7           | 6           |  |  |                  |                            |                       |                     |                     |   |   | 1          | R Galloway J Withrow | R Galloway J Withrow | 4                   | 2                   |   |   |        |        |        |        |        |  |
|  | 3           | A Krajicek R Ram           | A Krajicek R Ram           | 6           | 6           |  |  |                  |                            |                       | FA Gómez S González | FA Gómez S González | 6 | 6 |            |                      |                      |                     |                     |   |   |        |        |        |        |        |  |
|  |             | L Draxl C Harper           | L Draxl C Harper           | 4           | 2           |  |  | 3                | A Krajicek R Ram           | A Krajicek R Ram      | 4                   | 4                   |   |   |            |                      |                      |                     |                     |   |   |        |        |        |        |        |  |
|  |             | S Balaji MÁ Reyes-Varela   | S Balaji MÁ Reyes-Varela   | 63          | 3           |  |  |                  | FA Gómez S González        | FA Gómez S González   | 6                   | 6                   |   |   |            |                      |                      |                     |                     |   |   |        |        |        |        |        |  |
|  |             | FA Gómez S González        | FA Gómez S González        | 7           | 6           |  |  |                  |                            |                       |                     |                     |   |   |            | FA Gómez S González  | FA Gómez S González  | 1                   | 4                   |   |   |        |        |        |        |        |  |
|  |             | M McDonald A Michelsen     | 65                         | 6           | [8]         |  |  |                  |                            |                       |                     |                     |   |   |            |                      |                      | F Romboli J-P Smith | F Romboli J-P Smith | 6 | 6 |        |        |        |        |        |  |
|  |             | MC Romios A Walton         | 7                          | 4           | [10]        |  |  |                  | MC Romios A Walton         | MC Romios A Walton    | 6                   | 6                   |   |   |            |                      |                      |                     |                     |   |   |        |        |        |        |        |  |
|  |             | R Cash JJ Tracy            | 6                          | 61          | [9]         |  |  | 4                | R Hijikata J Thompson      | R Hijikata J Thompson | 1                   | 4                   |   |   |            |                      |                      |                     |                     |   |   |        |        |        |        |        |  |
|  | 4           | R Hijikata J Thompson      | 3                          | 7           | [11]        |  |  |                  |                            |                       |                     |                     |   |   |            | MC Romios A Walton   | MC Romios A Walton   | 63                  | 3                   |   |   |        |        |        |        |        |  |
|  |             | F Romboli J-P Smith        | F Romboli J-P Smith        | 6           | 6           |  |  |                  |                            |                       | F Romboli J-P Smith | F Romboli J-P Smith | 7 | 6 |            |                      |                      |                     |                     |   |   |        |        |        |        |        |  |
|  | WC          | J Brooksby L Tien          | J Brooksby L Tien          | 3           | 4           |  |  |                  | F Romboli J-P Smith        | F Romboli J-P Smith   | 7                   | 7                   |   |   |            |                      |                      |                     |                     |   |   |        |        |        |        |        |  |
|  |             | R Seggerman P Trhac        | 6                          | 1           | [14]        |  |  |                  | R Seggerman P Trhac        | R Seggerman P Trhac   | 69                  | 65                  |   |   |            |                      |                      |                     |                     |   |   |        |        |        |        |        |  |
|  | 2           | C Harrison E King          | 2                          | 6           | [12]        |  |  |                  |                            |                       |                     |                     |   |   |            |                      |                      |                     |                     |   |   |        |        |        |        |        |  |